# Corredor Interoceánico

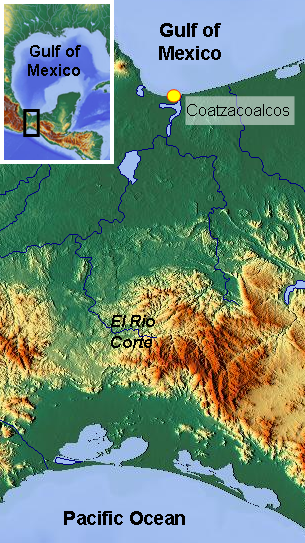
Isthmus von Tehuantepec

Der Corredor Interoceánico (offiziell: Corredor Interoceánico del Istmo de Tehuantepec) ist eine Schienenverkehrsverbindung in Mexiko, über die internationale Frachtgüter vom Atlantischen zum Pazifischen Ozean transportiert werden. Sie besteht zwischen den Häfen Salina Cruz am Pazifik und den am Atlantik gelegenen Häfen Coatzacoalcos (mit einer Länge von 308 km, westlich des Río Corte am Isthmus von Tehuantepec gelegen) und Veracruz.

## Geschichte
Im Dezember 2018 gab die Regierung ihren Entwicklungsplan zum Isthmus von Tehuantepec bekannt, der die Reaktivierung der bereits 1896–1907 gebauten Eisenbahnstrecke vorsieht. Im Februar 2019 bekundete die spanische Regierung ihr Interesse, in das Verkehrsprojekt zu investieren. Am 14. Juni 2019 wurde per Dekret die öffentliche Körperschaft „Corredor Interoceánico del Istmo de Tehuantepec“ gegründet. Das Projekt ist Teil des nationalen Entwicklungsplans 2019–2024.
Am 7. Juni 2020 erklärte die mexikanische Regierung ihre Bereitschaft, über 20 Milliarden Pesos für den Ausbau der Schienenstrecke und der beiden Häfen bis 2022 zur Verfügung zu stellen, wenige Tage später kündigte der damalige Gouverneur von Oaxaca, Alejandro Murat, die Fertigstellung und Inbetriebnahme der Schienenverbindung für das Jahr 2023 an. Das Investitionsprojekt wird von dem Singapurer Beratungsunternehmen Surbana Jurong geleitet.
Am 18. September 2023 verkündete Präsident Andrés Manuel López Obrador, der Güterverkehr zwischen den beiden Häfen werde noch im gleichen Monat den Betrieb aufnehmen und der Personenverkehr im Dezember 2023, obwohl die Strecke erst zu 90 % fertiggestellt ist. Noch im Bau befindlich ist die Verbindungsstrecke von Coatzacoalcos über Palenque zum Tren Maya in Yucatán. Im Dezember 2023 ging die Strecke zwischen Salina Cruz und Coatzacoalcos in Betrieb. Die Verbindung von Salina Cruz zum weiter nordwestlich am Atlantik gelegenen, wichtigeren Hafen Veracruz wurde Ende Juni 2024 mit einem ersten Güterzug neu aufgenommen.
→ Siehe auch: Canal seco interoceánico